# Jane Zhang
Zhang Liangying conocida artísticamente como Jane Zhang (Chengdu, Sichuan, 11 de octubre de 1984) es una cantante china de género pop. Sus fanes la han apodado "La princesa del delfín".

## Carrera
Saltó a la fama tras participar en un concurso de canto de temporada 2005 del evento musical "Super Girl", concurso musical a nivel nacional dirigido a mujeres en la República Popular China. A lo largo de su competencia, interpretó temas musicales cantados en inglés, español y cantonés, además de chino mandarín. 
El álbum debut de Zhang, titulado "The One", fue producido por el estadounidense Raig Williams, quien también produjo para Han Geng, para su primer álbum en solitario. Su siguiente álbum, "Update", se apartó de la escena del género pop, mediante una fusión de ritmos o estilos musicales como el R & B y jazz. Después del lanzamiento, Zhang participó en un concierto para promover La Paz Mundial. Además, para recaudar fondos para la ayuda humanitaria. Otros artistas participantes que también estuvieron presentes en este concierto, fueron U2, Madonna, Pink Floyd y Green Day.

## Actuaciones y participaciones en Super Girl
| Fecha                | Puesto                    | Canción                                                      | Artista original               |
| -------------------- | ------------------------- | ------------------------------------------------------------ | ------------------------------ |
| 26 de mayo de 2005   | Preliminary Round         | Contigo En La Distancia                                      | Christina Aguilera             |
| 26 de mayo de 2005   | Preliminary Round         | Each Time When I Miss You                                    | Coco Lee                       |
| 4 de junio de 2005   | Round I Top 50            | I Turn to You                                                | Christina Aguilera             |
| 10 de junio de 2005  | Round II Top 20           | Any Man of Mine                                              | Shania Twain                   |
| 17 de junio de 2005  | Round III Top 10          | The Best                                                     | Tina Turner                    |
| 24 de junio de 2005  | Round IV Top 7            | Country Love                                                 | Guyi Li                        |
| 24 de junio de 2005  | Round IV Top 7            | Passionate Desert                                            | Feifei Auyeung                 |
| 1 de julio de 2005   | Chengdu Final             | I Still Believe                                              | Brenda K. Starr                |
| 1 de julio de 2005   | Chengdu Final             | Writing A Song                                               | Shunza                         |
| 15 de julio de 2005  | National Round I Top 15   | Long Live Journey                                            | Teresa Teng                    |
| 15 de julio de 2005  | National Round I Top 15   | Beautiful                                                    | Christina Aguilera             |
| 15 de julio de 2005  | National Round I Top 15   | You're the Most Precious (with Li Yuchun)                    | Jacky Cheung and Francesca Gao |
| 22 de julio de 2005  | National Round II Top 12  | Remember Me                                                  | Beverley Knight                |
| 22 de julio de 2005  | National Round II Top 12  | How Can You Let Me Be Upset                                  | Victor Wong                    |
| 29 de julio de 2005  | National Round III Top 10 | Vision of Love                                               | Mariah Carey                   |
| 29 de julio de 2005  | National Round III Top 10 | Jambalaya (On the Bayou)                                     | Hank Williams                  |
| 29 de julio de 2005  | National Round III Top 10 | Liu Yanghe                                                   | Hunan Folk Song                |
| 5 de agosto de 2005  | National Round IV Top 8   | Don't Cry for Me, Argentina                                  | Andrew Lloyd Webber & Tim Rice |
| 5 de agosto de 2005  | National Round IV Top 8   | Your Appearance                                              | Lo Ta-yu                       |
| 5 de agosto de 2005  | National Round IV Top 8   | Bella ciao                                                   | Unknown                        |
| 5 de agosto de 2005  | National Round IV Top 8   | Storm                                                        | Unknown                        |
| 12 de agosto de 2005 | National Round V Top 6    | Nothing's Gonna Stop Us Now                                  | Starship                       |
| 12 de agosto de 2005 | National Round V Top 6    | Such a Big Tree                                              | Tian Zhen                      |
| 12 de agosto de 2005 | National Round V Top 6    | Sincere Heroes                                               | Jackie Chan                    |
| 19 de agosto de 2005 | National Round VI Top 5   | The Fisherman's Song of Ussuri River                         | Nanai traditional song         |
| 19 de agosto de 2005 | National Round VI Top 5   | Lovin' You                                                   | Minnie Riperton                |
| 19 de agosto de 2005 | National Round VI Top 5   | Old Straw Hat (The version in the show had not been adapted) | Joe Yamanaka                   |
| 19 de agosto de 2005 | National Round VI Top 5   | Make the World Full of Love                                  | Wei Wei etc.                   |
| 19 de agosto de 2005 | National Round VI Top 5   | Small Town Story                                             | Teresa Teng                    |
| 26 de agosto de 2005 | National Final            | Gathering Areca                                              | Teresa Teng                    |
| 26 de agosto de 2005 | National Final            | What's Up                                                    | 4 Non Blondes                  |
| 26 de agosto de 2005 | National Final            | My Beloved Country and I                                     | Guyi Li                        |

## Discografía
| - 2006: The One - 2007: Update - 2009: Jane@Music - 2010: Believe in Jane - 2011: Reform - 2014: The seven sense - 2019: Past progressive | - 2006: Jane.Love EP - 2007: Dear Jane EP - 2012: Listen to Jane Z Live |

### Lista de canciones
| Año              | Sencillo         | Posiciones de los puestos (semanas en lista) | Posiciones de los puestos (semanas en lista) | Posiciones de los puestos (semanas en lista) | Posiciones de los puestos (semanas en lista) |
| Año              | Sencillo         | Chinese Music Chart                          | Global Chinese Music Chart                   | 9+2 Music Pioneer Chart                      | 98.8 FM Malaysia Chart                       |
| ---------------- | ---------------- | -------------------------------------------- | -------------------------------------------- | -------------------------------------------- | -------------------------------------------- |
| 2006             | "光芒"           | 1 (7)                                        | 3 (5)                                        | 6 (7)                                        | –                                            |
| 2006             | "梦想"           | 3 (4)                                        | 10 (6)                                       | –                                            | –                                            |
| 2006             | "这该死的爱"     | –                                            | –                                            | 6 (7)                                        | –                                            |
| 2006             | "如果爱下去"     | –                                            | –                                            | 5 (6)                                        | –                                            |
| 2007             | "身体语言"       | –                                            | –                                            | 15 (7)                                       | –                                            |
| 2007             | "我们说好的"     | 1 (13)                                       | 5 (7)                                        | 4 (9)                                        | –                                            |
| 2007             | "Dream Party"    | 1 (7)                                        | 3 (7)                                        | –                                            | –                                            |
| 2007             | "我走以后"       | –                                            | 10 (2)                                       | 19 (1)                                       | –                                            |
| 2008             | "Dear Jane"      | –                                            | –                                            | 7 (4)                                        | –                                            |
| 2008             | "围城"           | 1 (2)                                        | 4 (3)                                        | –                                            | –                                            |
| 2009             | "那不会是爱吧"   | 1 (12)                                       | 7 (4)                                        | 1 (7)                                        | 14 (4)                                       |
| 2009             | "孩子的眼睛"     | 1 (10)                                       | 7 (5)                                        | 12 (5)                                       | –                                            |
| 2010             | "我相信"         | ?                                            | ?                                            | ?                                            | ?                                            |
| 2010             | "勇敢爱"         | ?                                            | ?                                            | ?                                            | ?                                            |
| 2010             | "就这样好了"     | ?                                            | ?                                            | ?                                            | ?                                            |
| 2010             | "如果这就是爱情" | ?                                            | ?                                            | ?                                            | ?                                            |
| 2010             | "办不到"         | ?                                            | ?                                            | ?                                            | ?                                            |
| 2010             | "木兰星"         | ?                                            | ?                                            | ?                                            | ?                                            |
| 2010             | "朝思暮想"       | ?                                            | ?                                            | ?                                            | ?                                            |
| 2010             | "来不及流泪的人" | ?                                            | ?                                            | ?                                            | ?                                            |
| 2011             | "改变"           | ?                                            | ?                                            | ?                                            | ?                                            |
| 2011             | "我的模样"       | ?                                            | ?                                            | ?                                            | ?                                            |
| 2011             | "爱就爱"         | ?                                            | ?                                            | ?                                            | ?                                            |
| 2011             | "大胆"           | ?                                            | ?                                            | ?                                            | ?                                            |
| 2011             | "出境入境"       | ?                                            | ?                                            | ?                                            | ?                                            |
| 2011             | "美丽与勇敢"     | ?                                            | ?                                            | ?                                            | ?                                            |
| 2011             | "真爱的味道"     | ?                                            | ?                                            | ?                                            | ?                                            |
| 2011             | "无法言喻"       | ?                                            | ?                                            | ?                                            | ?                                            |
| 2012             | "好不容易"       | ?                                            | ?                                            | ?                                            | ?                                            |
| 2012             | "I Didn't Know"  | ?                                            | ?                                            | ?                                            | ?                                            |
| Total #1 singles | Total #1 singles | 6                                            | –                                            | 1                                            | –                                            |

## Filmografía

### Programas de variedades
| Año        | Programa                     | Notas                  |
| ---------- | ---------------------------- | ---------------------- |
| 2018       | Shake It Up (Let's Shake It) | participante           |
| 2009, 2017 | Happy Camp                   | 2 episodios - invitada |

## Premios y nominaciones
| Año  | Premio                | Categoría                                      | Nominación                                   | Resultado | Ref.   |
| ---- | --------------------- | ---------------------------------------------- | -------------------------------------------- | --------- | ------ |
| 2007 | Hong Kong TVB8 Awards | Top 10 Gold Songs (What We Agreed) from Update |                                              | Nominado  | [ 29 ] |
| 2007 | Hong Kong TVB8 Awards | Top 10 Gold Songs (What We Agreed) from Update | (This Damned Thing Called Love) from The One | Ganador   | [ 30 ] |
| 2007 | Hong Kong TVB8 Awards | Most Popular Female Artist (China)             | Jane Zhang                                   | Ganador   | [ 30 ] |